# Haggard
Haggard — nemački simfonijski metal bend nastao 1991.godine. Bend kombinuje klasičnu, renesansnu i srednjovekovnu muziku sa folk i melodičnim death metalom.

## Uvod
Haggard je nastao 1991.godine i u početku je svirao death metal. Promenili su muzički stil posle njihove prve demo trake, Introduction(Uvod) nastale 1992.god, i počeli su da sviraju simfonijske melodije i klasične instrumente, ali sa narodnim temama. Album And Thou Shalt Trust...the Seer (I Oni Će Verovati...Posmatraču) je obeležio njihovo probijanje u 1997. Posle njihovog drugog albuma Awaking the Centuries( Buđenje Vekova), bili dvaput su na turneji kroz Meksiko. U 2004., objavili su njihov treći album Eppur Si Muove (it. Ipak Se Okreće) u kome se peva o životu italijanskog astronoma, matematičara i naučnika, Galilea Galileja, osuđenog na kućni pritvor zbog jeresa od strane katoličke Crkve zbog podržavanja Kopernikovog tvrđenja da se Zemlja okreće oko Sunca.
Malo pre nego što je objavljen album Awaking The Centuries, bend je u sastavu imao najveći broj muzičara-21. Skoro sve njihove pesme je napisao gitarista i vokal, Asis Nasseri.
Trentno,bend radi na njihovom četvrtom album Tales of Ithiria(Priče Iterije),koji će da bude zasnovan na epskoj fantastici.U početku se planiralo da se objavi 29.Juna 2007.,ali je odložen,i najverovatnije neće biti objavljen pre Marta 2008.

## Diskografija

### Demo albumi
- Introduction(Uvod)  (1992)
- Progressive (1994)
- Once... Upon A December´s Dawn(Bilo Jednom...U Zori Decembra) (1995)

### Studijski albumi
- And Thou Shalt Trust... the Seer(I Oni Će Verovati...Posmatraču) (1997)
- Awaking the Centuries( Buđenje Vekova) (2000)
- Awaking the Gods: Live In Mexico(Buđenje Bogova:Uživo U Meksiku) (2001)
- Eppur Si Muove(it. Ipak Se Okreće) (2004)
- Tales of Ithiria(Priče Iterije) (2008)

### DVD i kasete
- In A Pale Moon's Shadow(U Bledoj Mesečevoj Senci) (VHS) (1998)
- Awaking the Gods: Live In Mexico(Buđenje Bogova:Uživo U Meksiku) (DVD/VHS) (2001)

### Sadašnji članovi
- Asis Nasseri – vokal, gitara (1991-danas)
- Susanne Ehlers – sopran vokal
- Veronika Kramheller – sopran vokal
- Fiffi Fuhrmann – tenor vokal, bas
- Andreas Peschke – flauta
- Florian Bartl – oboa, engleska horna
- Steffi Hertz – viola
- Johannes Schleiermacher – violončelo
- Ivica Kramheller (rođen Perčinlić) – kontrabas
- Claudio Quarta – gitara
- Hans Wolf – klavir, klavijature
- Luz Marsen – bubnjevi, perkusionista (1991-danas)

### Bivši članovi
- Michael Stapf – violina
- Judith Marschall – violina
- Doro – violina
- Michael Schumm – timpani, perkusionista
- Mark Pendry – klarinet
- Sasema – vokal
- Robert Müller – klarinet
- Christoph Zastrow – flauta
- Danny Klupp – gitara
- Kathrin Pechlof – harfa
- Karin Bodemüller – vokal
- Florian Schnellinger – bas, vokal
- Andi Nad – bas
- Gaby Koss – vokal
- Robin Fischer – bas
- Andi Hemberger – vokal
- Kathrin Hertz – violončelo
- Andreas Peschke – flauta

Zajedno sa 16 članova benda,više od 10 gostujućih muzičara i umetnika su učestvovali u objavljivanju njihovog poslednjeg albuma, Eppur Si Muove.

## Spoljašnje veze
- Haggard - zvaničan vebsajt grupe
- Drakkar Entertainment - zvaničan vebsajt izdavačke kuće Архивирано на веб-сајту  (12. јун 2008)